# Contratto di franchising
Il contratto di franchising è un tipo di contratto introdotto nell'ordinamento italiano dalla legge 6 maggio 2004, n. 129.

## Definizione
Secondo l'articolo 1 della legge 129/2004 in base ad esso una parte concede la disponibilità all'altra, verso corrispettivo, di un insieme di diritti di proprietà industriale o intellettuale relativi a marchi, denominazioni commerciali, insegne, modelli di utilità, disegni, diritti d'autore, know-how, brevetti, assistenza o consulenza tecnica e commerciale, inserendo l'affiliato in un sistema costituito da una pluralità di affiliati distribuiti sul territorio, allo scopo di commercializzare determinati beni o servizi.

## Elementi fondamentali
Secondo la norma, gli elementi fondamentali sono:
- il know-how, come patrimonio segreto, sostanziale ed individuato di conoscenze pratiche non brevettate dell'affiliante;
- il diritto d'ingresso (entrance fee), quale cifra fissa che l'affiliato versa al momento della stipula del contratto di franchising;
- le royalty, come una percentuale commisurata al giro d'affari o in quota fissa, periodicamente dovuta all'affiliante;
- beni dell'affiliante, i beni prodotti dall'affiliante o secondo le sue istruzioni sono contrassegnati dal nome dell'affiliante.

## Disciplina

### Forma e contenuto del contratto
L'art. 3 della legge n. 129/2004 prevede che il contratto di franchising debba essere stipulato per iscritto sotto pena di nullità.
Il contratto di franchising, ai sensi del richiamato art. 3 deve espressamente indicare:
1. l'ammontare degli investimenti iniziali e delle eventuali spese di ingresso;
2. le modalità di calcolo e di pagamento delle royalty e l'eventuale indicazione di un incasso minimo da realizzare da parte dell'affiliato;
3. l'ambito dell'eventuale esclusiva territoriale;
4. la specifica descrizione dello know-how;
5. l'indicazione dei servizi d'assistenza tecnica e commerciale, di progettazione e allestimento e formazione offerti dall'affiliante;
6. le condizioni di rinnovo, risoluzione o eventuale cessione del contratto;
7. la durata che, qualora sia convenuta a tempo determinato, non dovrà essere inferiore a tre anni.

Con riferimento al contenuto del contratto di franchising siccome tipizzato dal legislatore, resta da comprendere quale sorte spetti a contratti di franchising stipulati in forma scritta che difettino di alcuno degli elementi indicati dall'art. 3 della legge n. 129/2004 (ad esempio che difetti dell'indicazione dell'ammontare dell'investimento iniziale peraltro, sovente, dipendente da scelte imprenditoriali direttamente rimesse all'affiliato o dell'indicazione delle condizioni di rinnovo). Resta, cioè, da comprendere se le parti, nella loro autonomia negoziale, possano dar vita a schemi contrattuali atipici che si discostino dalla tipizzazione del contratto di franchising proposta dal legislatore.

### Obblighi d'informazione a carico dell'affiliante
Il legislatore ha anche posto, a carico dell'affiliante, specifici obblighi informativi precontrattuali, imponendogli di fornire al potenziale affiliato, almeno trenta giorni prima della stipula, una copia del contratto corredata da una serie di documenti:
1. i principali dati relativi all'affiliante e, previa richiesta, copia dei suoi bilanci degli ultimi tre anni;
2. l'indicazione dei marchi utilizzati con il relativo titolo giustificativo (registrazione, deposito, licenza concessa da terzi o documenti comprovanti il concreto utilizzo);
3. una sintetica descrizione degli elementi caratterizzanti l'attività oggetto del contratto di franchising;
4. la lista degli affiliati attuali e della variazione degli stessi negli ultimi tre anni;
5. la descrizione sintetica degli eventuali procedimenti giudiziari a carico dell'affiliante.

### Ulteriori obblighi a carico delle parti
Gli artt. 5 e 6 della legge n. 129/2004 pongono a carico di affiliante e affiliato ulteriori obblighi che possono ritenersi espressione del generale principio di rispetto della correttezza e della buona fede nell'ambito delle trattative e nello svolgimento del rapporto.
In particolare:
- è previsto un obbligo di riservatezza a carico dell'affiliato e
- un obbligo di informazione a carico dell'affiliante;
- l'affiliato non può trasferire la sede, se essa risulta dal contratto, senza il preventivo consenso dell'affiliante, salvo cause di forza maggiore.

### Informazioni false e annullamento del contratto
Il comportamento dell'affiliante che fornisca informazioni false all'affiliato è qualificabile come comportamento doloso e, ai sensi dell'art. 1439 c.c., può determinare l'annullamento del contratto su domanda dell'affiliato.
Tale specifica sanzione prevista per il caso delle false informazioni lascia, peraltro, aperta la questione relativa alle conseguenze, non già di false informazioni ma, ed è il caso certamente più frequente, di omesse informazioni o di reticenza. Si potrebbe, in tal caso, ipotizzare un inadempimento contrattuale e la possibilità di risolvere il contratto qualora l'inadempimento si configuri come "di non scarsa importanza", avuto conto dell'interesse dell'affiliato (art. 1455 c.c.).